# Dmitri Alexejewitsch Smirnow
Dmitri Alexejewitsch Smirnow (russisch Дмитрий Алексеевич Смирнов; * 19. November 1882 in Moskau; † 27. April 1944 in Riga) war ein russischer Opernsänger (Tenor).

## Leben und Wirken
Smirnow absolvierte ab 1900 in Moskau ein technisches Studium und sang daneben in einem Kirchenchor. Außerdem nahm er privaten Gesangsunterricht bei O. Krschischanowski und O. Puskowa und studierte später bei Alexander Michailowitsch Dodonow an der Moskauer Opernschule sowie ab 1903 bei E. Pawlowskaja. 1903 debütierte er in der Rolle des Gigi in der Uraufführujng der Oper Camorra am Eremitage-Theater, der Privatoper von Sawwa Iwanowitsch Mamontows Moskauer Künstlervereinigung.
Er trat dann als Solist in Moskau und bei einer Tournee 1904 in Kislowodsk mit Joakim Wiktorowitsch Tartakow und Fjodor Iwanowitsch Schaljapin auf. 1905 vervollkommnete er seine musikalische Ausbildung in Paris und Mailand. In den  Folgejahren trat er an verschiedenen Opernhäusern Russlands auf. Daneben gastierte er auch in Berlin, Monte Carlo, an der Metropolitan Opera, am Drury Lane Theatre, in Mailand, Brüssel, Luzern, Buenos Aires, Boston, Montevideo, Rom und Madrid.
1920 verließ er Russland und wirkte in Europa und den USA. Von 1935 bis 1937 lebte er in London, dann bis 1939 in Tallinn und bis 1941 in Riga, wo er als Opernsänger auftrat, Konzerte gab und Schallplattenaufnahmen machte.